# Nikolaus Fleckenstein

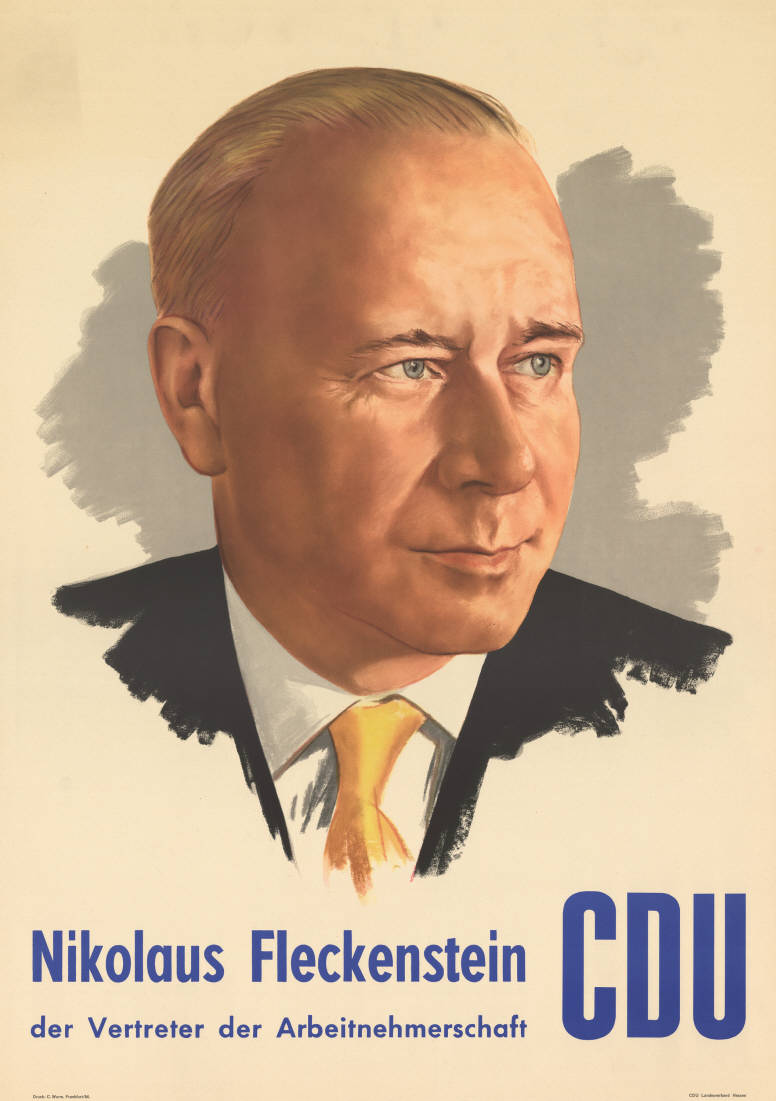
Nikolaus Fleckenstein auf einem Wahlplakat zur Landtagswahl in Hessen 1958

Nikolaus Fleckenstein (* 16. September 1906 in Erlabronn; † 24. Juli 1979) war ein deutscher Gewerkschafter und Politiker (CDU).

## Leben
Nach dem Besuch der Volksschule absolvierte Fleckenstein eine Bürolehre. Er arbeitete zunächst in einem Anwaltsbüro und in der Verwaltung, war später arbeitslos und wurde 1925 als Arbeiter in einem Chemiebetrieb beschäftigt. Nebenher engagierte er sich gewerkschaftlich, trat 1926 dem Zentralverband christlicher Fabrik- und Transportarbeiter Deutschlands bei und übernahm mehrere Ehrenämter. Außerdem besuchte er Abendseminare für Sozialrecht und bildete sich 1928/29 an der Akademie der Arbeit in Frankfurt am Main fort. 1943/44 nahm er als Soldat am Zweiten Weltkrieg teil und wurde mehrfach verwundet.
Nach dem Kriegsende war Fleckenstein 1945 Mitbegründer der IG Chemie, Papier, Keramik. Er gehörte von 1945 bis 1963 dem Betriebsrat der Hoechst AG an und war von 1961 bis 1963 dessen Vorsitzender.
Fleckenstein war 1945 Mitbegründer der CDU in Frankfurt-Zeilsheim. Später war er stellvertretender Landesvorsitzender der Christlich-Demokratischen Arbeitnehmerschaft (CDA) in Hessen.
Fleckenstein war von 1946 bis 1970 Mitglied des Hessischen Landtags. Dieser wählte ihn 1949, 1954 und 1959 jeweils zum Mitglied der Bundesversammlung.